# Jean Réal
Pour les articles homonymes, voir Réal.
Jean Réal est un écrivain et cinéaste français, né en 1950 à Paris.

## Biographie
Réalisateur de films documentaires dont les sujets évoluent autour de l’art et des artistes, il a tourné avec Antoni Clavé, Manuel Vasquez Montalban, Ricardo Bofill, Bernard Faucon, Bernard Plossu, Antoni Tapiès, Jordi Savall, Tete Montoliu… 
Jean Réal a également coproduit et distribué les versions européennes de plusieurs documentaires américains : ceux réalisés par Robert Snyder avec Pablo Casals, Igor Stravinsky, Claudio Arrau, Henry Miller et Anaîs Nin, ainsi qu’un film de Gary Conklin sur le tournage par John Huston de Au-dessous du volcan. 
En 1990, il dirige la restauration et la sortie de Esquizo, un long métrage inédit réalisé en 1970 par l’architecte catalan Ricardo Bofill (sélectionné à la Mostra de Venise en 1991). Pour échapper à la censure franquiste, le film avait été tourné clandestinement à Barcelone, et n’avait jamais été montré.
Jean Réal a rédigé une étude sur les rapports du cinéma et de l’architecture pour la revue El Taller (Barcelone, juin 1992). 
À partir de 1995, Jean Réal s’intéresse à la greffe d’organes d’animaux sur l’homme (la xénogreffe) : il participe à un programme triennal de recherches de l’Union Européenne avec le CNRS et l’INSERM, et réalise deux films et une série documentaire sur les enjeux culturels et scientifiques de ces pratiques médicales. 
Par ailleurs, il a publié un essai sur les xénogreffes, L’Homme et la bête (Stock 1999) , et une biographie, Voronoff (Stock, 2001), qui relate la vie et les recherches du chirurgien russe qui travaillait dans les années 1920 au Collège de France, surtout connu pour ses greffes de testicules de singe sur l’homme .
En 2006, il publie Bêtes et juges (éd. Buchet-Chastel) qui détaille et analyse les procès faits aux animaux par les justices civile et religieuse sous l’Ancien Régime.
En 2008, il réunit un ensemble de 1000 textes littéraires et scientifiques pour brosser le portrait de la faune au fil des siècles, de 1500 à 1940. Le livre est mis en pages par le studio de graphistes Ich&Kar (Mots animaux éd. Buchet-Chastel).

## Filmographie
- 1986 – Le Procédé Fresson avec la participation des photographes Bernard Faucon, Bernard Plossu, John Batho, Georges Tourdjman et Frank Horvat, et du tireur Michel Fresson.

Prix spécial du jury, Festival international du film sur l’art de Montréal, 1988.
- 1987 – Le Procédé Goetz, avec la participation des peintres Henri Goetz, Pierre Marie Brisson, James Coignard, Max Papart et Antoni Clavé, et des taille-douciers de l'atelier Pasnic.
- 1988 – Le Procédé de Clémenti avec le fondeur Gilbert Clementi (Fonderie Clementi), et les sculpteurs Agnès Bracquemond et Isabelle Waldberg.
- 1989 – Bernard Faucon, photographe.
- 1990 – Entretiens sur la taille-douce avec Jacques Frélaut et Robert Dutrou.
- 1990 – Bernard Faucon, fables.
- 1991 – Cançons de la Catalunya millenarià avec Jordi Savall, Montserrat Figueras et la Capella Reial de Catalunya.
- 1992 – Barcelona Vista avec Antoni Tapiès, Antoni Clavé, Lluis Permanyer, Jordi Savall, Ricardo Bofill, Maria Aurelia Capmany, Maria del Mar Bonet, Joan Gaspar, Manuel Vazquez Montalban et Tete Montoliu.
- 1992 – La Volonté olympique court métrage écrit par Manuel Vazquez Montalban.
- 1994 à 1997 – Allô la Terre, 20 programmes télévisés sur le cochon, le feu, le goût et la xénogreffe[8].
- 1997 – L’Homme et la bête.
- 1998 – Xéno, recherche en cours.

Jean Réal a également réalisé des films avec les peintres Pierre Marie Brisson, Lionel Guibout, Farhad Ostovani, Antoni Clavé.

## Publications
- 1999 - L'Homme et la bête, Paris, éd. Stock  (ISBN 2-234-05147-9)
- 2001 - Voronoff, Paris, éd. Stock  (ISBN 2-234-05336-6)
- 2006 - Bêtes et juges, Paris, éd. Buchet-Chastel  (ISBN 2-283-02186-3)
- 2008 - Mots animaux, Paris, éd. Buchet-Chastel (mise en pages, Ich&Kar)  (ISBN 978-2-283-02359-4)
- 2013 - Le Monde selon Andy Wahloo, Paris, Ich&Kar éditions  (ISBN 978-2-9546701-0-2)
- 2013 - Jean-Jacques Sergent, soldat de plomb, ouvrage collectif, Grenoble, Éditions Cent Pages / Paris, Bibliothèque Sainte-Geneviève  (ISBN 978-2-9163-9042-0)